# Estación de Torre das Vargens
La Estación Ferroviaria de Torre das Vargens, también conocida como Estación de Torre das Vargens, es una plataforma de ferrocarriles situada en la parroquia de Ponte de Sor, en el Distrito de Portalegre, en Portugal, y que sirve como enlace de la Línea del Este con el Ramal de Cáceres. Tras la supresión en enero de 2012 del servicio regional entre Entroncamento y Elvas y el posterior cierre al tráfico del ramal de Cáceres en agosto de ese mismo año, esta estación quedó sin servicio de viajeros. Sin embargo, desde  el 29 de agosto de 2017 vuelve a prestar servicio en ella un tren regional diario entre Entroncamento y Badajoz.

## Descripción

### Localización
Esta plataforma se encuentra frente a la travesía de la Estación, en la localidad de Torre das Vargens.

### Vías de circulación y plataformas
Contaba, en enero de 2011, con tres vías de circulación, dos con 355 metros de longitud, y una con 382; las plataformas tenían 128 y 153 metros de extensión, y 25 y 40 centímetros de altura.

### Servicios
Hasta diciembre de 2011, era servida por trenes Regionales de la operadora Comboios de Portugal. Tras la supresión de estos servicios, y el posterior desvío del trenhotel Lusitania por Salamanca, los trenes de viajeros dejaron de discurrir por la estación de Torre das Vargens. A partir del 29 de agosto de 2017 vuelve a prestar servicio en ella un tren regional diario entre Entroncamento y Badajoz, lo que además de devolver el servicio a las estaciones de la línea, recupera la conexión internacional entre Elvas y Badajoz, suprimida años atrás.

## Historia

### Inauguración
La estación se encuentra en el tramo entre Abrantes y Crato de la Línea del Este, que abrió a la explotación, con la Compañía Real de los Caminhos de Ferro Portugueses, el 6 de marzo de 1863.

### Conexión al Ramal de Cáceres
La construcción del Ramal de Cáceres se inició el 15 de julio de 1878, habiendo entrado en servicio el 15 de octubre del año siguiente, y siendo inaugurado el 6 de junio de 1880.